# 1176
1176 (MCLXXVI) var ett skottår som började en torsdag i den julianska kalendern.

## Händelser

### Okänt datum
- Träkyrkan Botkyrka kyrka ersätts med en stenkyrka.
- Öystein Möyla hyllas som norsk kung i Tröndelag.
- Bahir publiceras.
- Uppförandet av London Bridge påbörjas.
- Henrik Lejonet vägrar fullgöra sin vasalltjänst.

## Födda
- Tsubotai, mongolisk general.

## Avlidna
- Estrid Bjørnsdotter, drottning av Norge sedan 1161, gift med Magnus Erlingsson (död omkring detta år).
- Sofia av Rheineck, regerande grevinna av Bentheim mellan 1150 och 1176